# Krzysztof II (prawosławny patriarcha Antiochii)
Krzysztof II – prawosławny patriarcha Antiochii w latach 1184–1185. Podobnie jak jego poprzednicy przebywał na wygnaniu.